# Горозія Георгій Север'янович
Георгій Север'янович Горозія (груз. გიორგი გოროზია / рос. Георгий Северянович Горозия; нар. 26 березня 1995, Самара, Росія) — російський та грузнинський футболіст, півзахисник.

## Клубна кар'єра
Розпочинав кар'єру гравця у тбіліському «Локомотиві», у складі якого виступав у першій лізі Грузії. У першій частині сезону 2013/14 років відданий в оренду до клубу вищої ліги «Торпедо» (Кутаїсі). 10 серпня 2013 року дебютував у вищому дивізіоні грузинського чемпіонату, вийшов у стартовому складі в нічийному (1:1) домашньому матчі проти «Металург» (Руставі). Зіграв 14 матчів за кутаїсців у чемпіонаті та ще два у кваліфікації Ліги Європи. У 2014 році повернувся в «Локомотив» (Тбілісі).
11 серпня 2014 року підписав 2,5-річний контракт із норвезьким клубом «Стабек». Як повідомили в самому клубі, метою запрошення грузина стало зробити його важливим гравцем для першої команди вже з наступного сезону. Дебютував за нову команду 13 серпня 2014 року, замінив Магне Госета у переможному (1:0) матчі проти «Геугесунна», що дозволило вийти до півфіналу кубку Норвегії 2014 року. У Ті́ппелізі дебютував 19 жовтня 2014 року в нічийному (1:1) домашньому матчі проти «Вікінга», в якому замінив Томаша Соколовського. 7 червня 2015 року відзначився першим голом у вищому дивізіоні Норвегії: у переможному матчі проти «Буде-Глімт» (3:2). За два з половиною сезони провів 53 матчі та відзначився 4-ма голами у чемпіонаті Норвегії, а також двічі доходив до півфіналу Кубку Норвегії.
Влітку 2017 року на нетривалий проміжок часу повернувся до тбіліського «Локомотива». Потім виступав за мальтійський «Гіберніанс». 17 лютого 2017 року вільним агентом підписав контракт з клубом азербайджанської Прем'єр-ліги «Зіра», розрахований до завершення сезону 2016/17 років. 25 лютого 2018 року перейшов до фінського РоПСа. У 2019 році знову повернувся до «Локомотива».
У лютому 2021 року підписав контракт із російським клубом «Динамо-Брянськ».

## Кар'єра в збірній
Виступав за юнацькі та молодіжні збірні Грузії (U-17, U-19 та U-21). Незважаючи на те, що він народився в Росії і має російське громадянство, він не має права грати за національну збірну Росії, тому він вважається легіонером, коли грав за російський клуб. У складі юнацької збірної Грузії (U-17) брав участь у юнацькому чемпіонаті Європи 2012, на якому зіграв у всіх 4 матчах та дійшов з грузинською збірною до півфіналу. 
У березні 2015 року Георгія вперше викликали до молодіжної збірної на товариські матчі проти Боснії і Герцеговини та України. 25 березня в переможному (2:1) поєдинку проти молодіжної збірної України вийшов на заміну Луці Кікабідзе. У вересні наступного року отримав виклик на матчі кваліфікації молодіжного чемпіонату Європи 2017 проти Іспанії та Естонії: 7 жовтня Горозія замінив Отарі Кітеішвілі у другому таймі матчу проти іберійців, який завершився поразкою грузинів з рахунком 2:5.

## Статистика виступів

### Клубна
Станом на 18 січня 2018 року.
| Сезон                            | Клуб                             | Чемпіонат                        | Чемпіонат | Чемпіонат | Нац. кубок | Нац. кубок | Нац. кубок | Конт. кубок | Конт. кубок | Конт. кубок | Суперкубок | Суперкубок | Суперкубок | Загалом | Загалом |
| Сезон                            | Клуб                             | Змаг.                            | Матчі     | Голи      | Змаг.      | Матчі      | Голи       | Змаг.       | Матчі       | Голи        | Змаг.      | Матчі      | Голи       | Матчі   | Голи    |
| -------------------------------- | -------------------------------- | -------------------------------- | --------- | --------- | ---------- | ---------- | ---------- | ----------- | ----------- | ----------- | ---------- | ---------- | ---------- | ------- | ------- |
| 2011-2012                        | «Локомотив» (Тбілісі)            | 1Л                               | 19        | 5         | КГ         | 1          | 0          | -           | -           | -           | -          | -          | -          | 20      | 5       |
| 2012-2013                        | «Локомотив» (Тбілісі)            | 1Л                               | 26        | 7         | КГ         | 2          | 1          | -           | -           | -           | -          | -          | -          | 28      | 8       |
| 2013-січ. 2014                   | «Торпедо» (Кутаїсі)              | ЛУ                               | 14        | 0         | КГ         | 2          | 0          | ЛЄУ         | 2           | 0           | -          | -          | -          | 18      | 0       |
| січ.-лип. 2014                   | «Локомотив» (Тбілісі)            | 1Л                               | 9         | 6         | КГ         | -          | -          | -           | -           | -           | -          | -          | -          | 9       | 6       |
| сер.-гр. 2014                    | «Стабек»                         | ЕС                               | 4         | 0         | КН         | 1          | 0          | -           | -           | -           | -          | -          | -          | 5       | 0       |
| 2015                             | «Стабек»                         | ЕС                               | 26        | 1         | КН         | 6          | 1          | -           | -           | -           | -          | -          | -          | 32      | 2       |
| 2016                             | «Стабек»                         | ЕС                               | 23        | 3         | КН         | 4          | 1          | ЛЄУ         | 2           | 0           | -          | -          | -          | 29      | 4       |
| Загалом за «Стабек»              | Загалом за «Стабек»              | Загалом за «Стабек»              | 53        | 4         |            | 11         | 2          |             | 2           | 0           |            | -          | -          | 66      | 6       |
| лют.-лип. 2017                   | «Зіра»                           | ПЛ                               | 5         | 0         | КА         | 0          | 0          | -           | -           | -           | -          | -          | -          | 5       | 0       |
| лип.-гр. 2017                    | «Локомотив» (Тбілісі)            | ЛЕ                               | 16        | 2         | КГ         | 0          | 0          | -           | -           | -           | -          | -          | -          | 16      | 2       |
| Загалом за «Локомотив» (Тбілісі) | Загалом за «Локомотив» (Тбілісі) | Загалом за «Локомотив» (Тбілісі) | 70        | 20        |            | 3          | 1          |             | -           | -           |            | -          | -          | 73      | 21      |
| січ.-лип. 2018                   | «Гіберніанс»                     | ПЛ                               | 1         | 0         | КМ         | 0          | 0          | -           | -           | -           | -          | -          | -          | 1       | 0       |
| Загалом                          | Загалом                          | Загалом                          | 143       | 24        |            | 16         | 3          |             | 4           | 0           |            | -          | -          | 163     | 27      |